# Martin Baker
Martin Baker (* 26. Juli 1967 in Manchester) ist ein englischer Organist, Komponist und Dirigent.

## Leben
Baker widmete sich in Manchester dem Studium der Musik, insbesondere der Orgel, an der Junior School des Royal Northern College of Music und der Chetham's School of Music, bevor er von 1985 bis 1988 als Stipendiat Orgel am Downing College der University of Cambridge studierte und einen Master of Arts erhielt. Nach seinem Abschluss war er als Organist an der Westminster Cathedral in London tätig, bevor er dort 1990 als Assistenzorganist an der St. Paul's Cathedral angestellt wurde. Anschließend wechselte er an die Westminster Abbey, an der er zunächst Unterorganist und danach stellvertretender Organist war.
Baker war von 2000 bis 2019 Master of Music an der Westminister Cathedral, an der ihm neben der Leitung der Orgelmusik die Leitung des Chores oblag. Er trat von dieser Position aufgrund von Differenzen bezüglich Veränderungen an der Chorschule der Westminister Cathedral zurück. 2005 wurde er als Sachverständiger für die liturgische Rolle des Chores von der Kongregation für den Gottesdienst und die Sakramentenordnung in Rom angehört. 2009 gründete er die Conference of Catholic Directors of Music für das Vereinigte Königreich, 2015 wurde er zum Honorary Fellow des Downing College gewählt und 2017 zum Präsidenten des Royal College of Organists. Dieses Amt hatte er bis 2019 inne.
Baker ist tritt als Organist regelmäßig in Europa und in den USA auf. Auch ist er als Orgelimprovisator bekannt. Unter anderem gewann er 1997 den Improvisationswettbewerb des St Albans International Organ Festival.

## Werke (Auswahl)

### Tonträger (Auswahl)
- John Taverner: Akathist of thanksgiving, Sony Music Entertainment, 1994.
- Westminster Abbey – Millennium, Sony Music Entertainment, 1995.
- Benjamin Britten: A ceremony of carols, Sony Music Entertainment, 1997.
- Palestrina: Missa Dum complerentur; Veni Sancte Spiritus, mit dem Westminster Cathedral Choir, Hyperion, 2003.
- Brahms: Missa canonica; Rheinberger: Mass, mit dem Westminster Cathedral Choir, Hyperion, 2006.
- From the Vaults of Westminster Cathedral, mit dem Westminster Cathedral Choir, Hyperion, 2009.
- Victoria: Missa de Beata Maria Virgine; Missa Surge propera; Salve regina, mit dem Westminster Cathedral Choir, Hyperion 2011.
- John Sheppard: Media Vita, mit dem Westminster Cathedral Choir, Hyperion 2017.
- Dan Locklair: Requiem & Other Choral Works, mit Choir of Royal Holloway, University of London und Rupert Gough, Convivium Records, 2022.

### Kompositionen (Auswahl)
- Christus vincit, for chorus & organ (in: Now the Green Blade Riseth: Choral Music for Easter, Choir of King’s College, 2022).
- Ecce ego Ioannes, prelude for organ (in: Lament & Liberation, St. John’s College Choir, Cambridge, Christopher Gray, Alexander Robson, Signum classic, 2025).